# Эмсская депеша
Э́мсская депеша (нем. Emser Depesche) — опубликованная канцлером Пруссии Бисмарком телеграмма разговора между королём Пруссии Вильгельмом I и французским послом Венсаном Бенедетти 13 июля 1870 года. Бисмарк знал, что депеша может вызвать скандал и даже войну, но сознательно шёл на конфликт. Официальное сообщение не точно передавало депешу короля (то есть по сути была фальшивкой), что впоследствии было подтверждено опубликованными документами. Депеша, как того и хотел Бисмарк, спровоцировала большой дипломатический конфликт, закончившийся победоносной войной Пруссии с Францией в 1870—1871 годах.

## Вакантный испанский престол
К королю Пруссии Вильгельму I был послан французский посол в Пруссии Венсан Бенедетти. В это время 73-летний король лечился в Бад-Эмсе. Бенедетти отправился в Эмс со срочным донесением и просил личного свидания с королём. Несмотря на плохое самочувствие, Вильгельм принял посла. Тот известил его о том, что французский император Наполеон III крайне недоволен тем, что принц Леопольд Гогенцоллерн пытался занять вакантный испанский престол. От имени своего императора Бенедетти требовал от Вильгельма обещания больше никогда не рассматривать кандидатуру Леопольда Гогенцоллерна на испанский престол. Вильгельм дал понять посланнику, что этого он не одобряет и что кандидатура Леопольда будет снята.

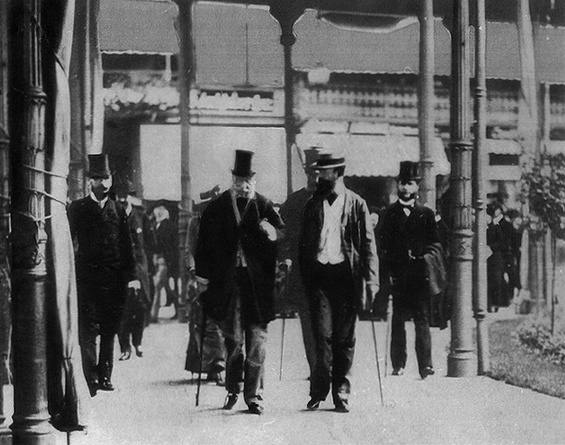
Вильгельм I и Бенедетти

Вильгельм исполнил своё обещание, он лично связался с Леопольдом и его отцом князем Антоном Гогенцоллерном и намекнул, что было бы желательно отказаться от испанского престола. Леопольд не посмел перечить королю. Казалось, что конфликт исчерпан, но окружение Наполеона (к тому моменту уже больного) жаждало войны не меньше, чем Бисмарк. Канцлер Пруссии, узнав об уступчивом ответе короля Вильгельма французскому посланнику, пришёл в ярость. Бисмарк надеялся развязать войну, но осторожный король Вильгельм не поддался на провокации Парижа. Французская дипломатия одержала полную победу над прусской, что в целом отвечало необходимости получения внешнеполитического успеха для сглаживания внутреннего недовольства в стране. Вначале Наполеон III был вполне удовлетворён достигнутой дипломатической победой, но окружавшие его министры (прежде всего, Руэр и глава МИДа Грамон), крайние консервативные бонапартисты и, в не меньшей степени, его собственная жена настаивали на войне. Императрица Евгения прямо подстрекала мужа, убеждая, что военная победа необходима для сохранения монархии и обеспечения будущего династии. Военный министр Лебёф открыто заявлял, что прусской армии «не существует», и что он её «отрицает». Военное командование полагало, что предпринятые покойным маршалом Ниелем реформы вполне достаточны, хотя на самом деле они были провалены, перевооружение и реорганизация французской армии ещё не были закончены, а сама реформа вызывала крайнее недовольство у всех групп населения. Однако воинственное настроение царило в умах большинства французов. Французская общественность не сомневалась в победе над пруссаками, не учитывая огромных изменений, произошедших со времён блестящих побед наполеоновских войск над войсками германских княжеств. 

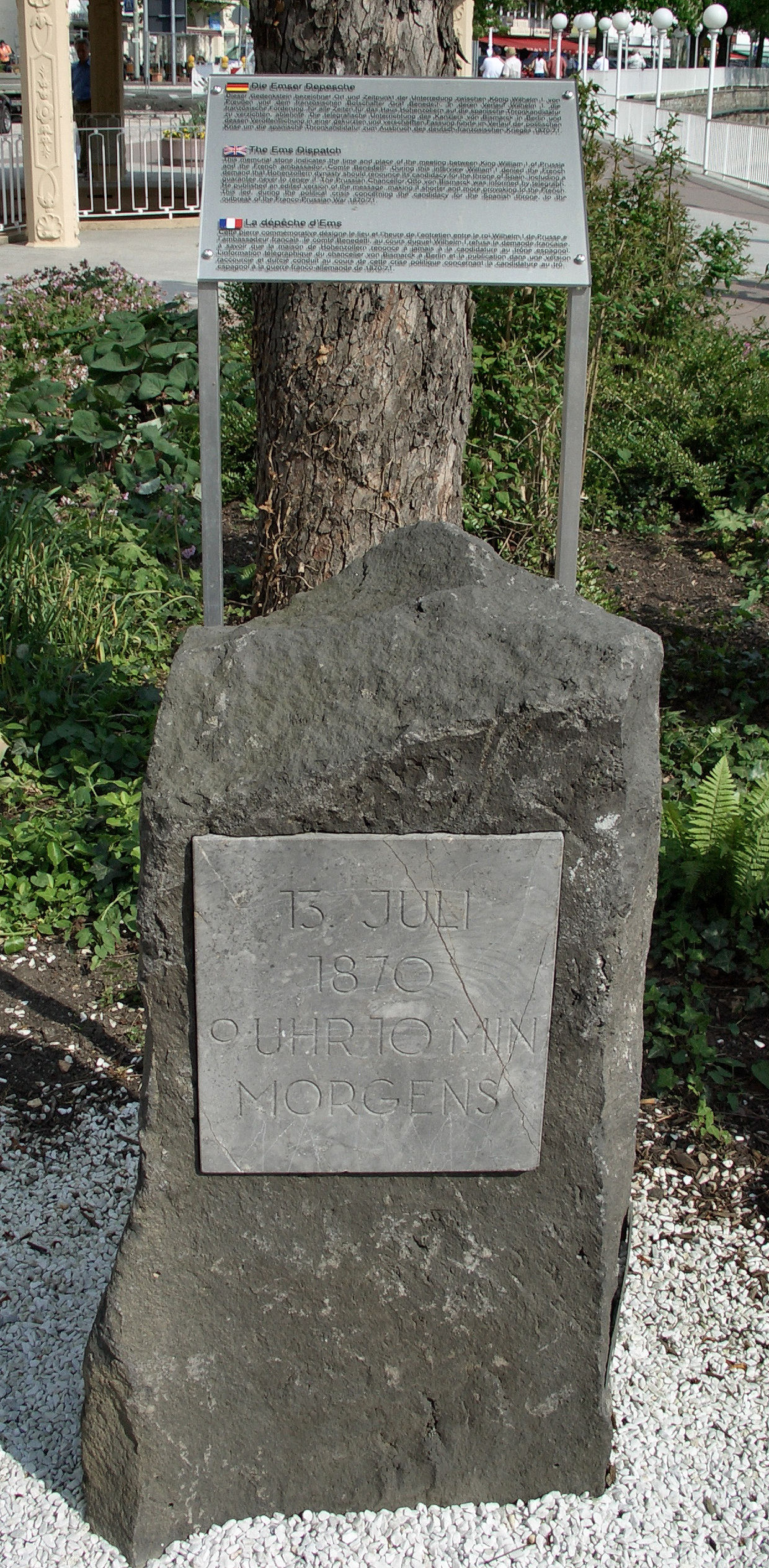
Памятный знак «Эмсская депеша» (Эмс)

13 июля (через 5 дней после вручения первого требования от Наполеона III) Бенедетти был вынужден снова отправиться к Вильгельму I, чтобы вручить ему одно из самых дерзких требований в истории дипломатии. Прусский король должен был дать формальное обязательство, что запретит Леопольду принять испанский престол, если ему снова когда-нибудь это предложат. Столь дерзкое требование, нарушавшее дипломатический этикет (и означавшее по сути грубое вмешательство Франции во внешнюю политику Пруссии), возмутило короля, тем не менее он вежливо попрощался с послом и дал понять ему, что давать таких обещаний он не вправе. Не получив от Вильгельма внятного ответа, Париж снова связался с Бенедетти и приказал ему вручить новое послание, в котором король Пруссии должен был дать письменное обещание больше никогда впредь не покушаться на достоинство Франции.
Бенедетти снова запросил аудиенции, в которой раздражённый Вильгельм I ему отказал. Бенедетти прибыл на вокзал в день отъезда короля, 13 июля. Он изложил Вильгельму суть французских требований. Вильгельм пообещал, что продолжит этот разговор в Берлине. Уже уезжая из Эмса, Вильгельм приказал советнику министерства иностранных дел фон Абекену изложить события этого дня и послать их Бисмарку.

## Фальсификация депеши Бисмарком
Вечером 13 июля Бисмарк ужинал с военным министром фон Рооном и начальником главного штаба прусской армии Гельмутом фон Мольтке. Когда Бисмарку подали срочную депешу из Эмса, он зачитал её своим гостям. Дойдя до слов короля по поводу продолжения этой дерзкой беседы в Берлине, все впали в глубокое уныние. Все понимали, что Наполеон III жаждет войны, а старый прусский король, не желая её развязывать, готов идти на унижения. Бисмарк обратился к Мольтке и Роону с вопросом — готова ли прусская армия дать отпор неприятелю. Те дали утвердительный ответ. Тогда Бисмарк удалился в соседнюю комнату и начал перечитывать депешу. «Я внимательно снова прочёл депешу, — вспоминал спустя много лет Бисмарк, — взял в руки карандаш и смело зачеркнул всё то место, где было сказано, что Бенедетти просил о новой аудиенции; от депеши я оставил только голову и хвост». Таким образом, исчезли слова короля, сказанные Бенедетти на вокзале по поводу продолжения переговоров в Берлине («Дальнейшие переговоры пройдут в Берлине. Еще раз встречаться с вами лично я не буду»). Отредактированная Бисмарком версия создавала впечатление, что король Пруссии Вильгельм I вообще отказывается вести с французским послом любые дальнейшие переговоры по этому вопросу.

### Перевод текста депеши
«После того, как королевское испанское правительство сообщило императорскому французскому правительству об отказе наследного принца фон Гогенцоллерна от престола, французский посол обратился к его величеству в Эмсе с просьбой разрешить ему телеграфировать в Париж, что его величество обязывается раз и навсегда не давать своего согласия, если Гогенцоллерны снова выставят свою кандидатуру. Тогда его величество отказался принять французского посла и велел адъютанту передать, что более не имеет ничего сообщить ему».
Оригинальный текст (нем.)Nachdem die Nachrichten von der Entsagung des Erbprinzen von Hohenzollern der Kaiserlich Französischen Regierung von der Königlich Spanischen amtlich mitgeteilt worden sind, hat der Französische Botschafter in Ems an S. Maj. den König noch die Forderung gestellt, ihn zu autorisieren, dass er nach Paris telegraphiere, dass S. Maj. der König sich für alle Zukunft verpflichte, niemals wieder seine Zustimmung zu geben, wenn die Hohenzollern auf ihre Kandidatur wieder zurückkommen sollten.

Seine Maj. der König hat es darauf abgelehnt, den Franz. Botschafter nochmals zu empfangen, und demselben durch den Adjutanten vom Dienst sagen lassen, dass S. Majestät dem Botschafter nichts weiter mitzuteilen habe.

## Последствия
Возвратившись к гостям, Бисмарк прочитал им фальсифицированную депешу. Мольтке и Роон были в восторге.
После этого Бисмарк немедленно дал указания опубликовать её в газетах, уже фальсифицированную.  Как и рассчитывал Бисмарк, на унижение чести Франции Париж отреагировал незамедлительно. В Париже произошли бурные антипрусские демонстрации, в ходе которых были разбиты окна прусского посольства. Большинство французских депутатов проголосовало за войну против Пруссии. Адольф Тьер был среди 83 депутатов парламента, выступавших против войны, но их уже никто не слушал. 13 июля началась мобилизация во Франции, 16 июля — в Пруссии. 19 июля 1870 года Наполеон III объявил Пруссии войну, в ходе которой Франция потерпела сокрушительное поражение.